# Abapeba brevis
Abapeba brevis is een spinnensoort uit de familie van de loopspinnen (Corinnidae). De wetenschappelijke naam van de soort werd in 1874  gepubliceerd door Władysław Taczanowski als  Amaurobius brevis.